# Veldershof
Veldershof ist ein Gemeindeteil der Stadt Lauf an der Pegnitz im Landkreis Nürnberger Land (Mittelfranken, Bayern). Die Gemarkung Veldershof hat eine Fläche von 4,735 km². Sie ist in 2503 Flurstücke aufgeteilt, die eine durchschnittliche Flurstücksfläche von 1891,60 m² haben. In ihr liegen neben dem namensgebenden Ort die Gemeindeteile Kotzenhof, Kuhnhof, Rudolfshof, Seiboldshof und Vogelhof.

## Lage
Der Weiler liegt in einer größeren Waldlichtung an der Staatsstraße 2240, der Verbindungsstraße zwischen Lauf und Neunhof auf einer Höhe von 350 m ü. NHN. Er wird vom Schwarzwinkelgraben durchflossen, einem linken Zufluss des Teufelsgrabens (im Unterlauf Bitterbach genannt).

## Geschichte
Veldershof hieß ursprünglich Leubingshoff und erhielt seinen heutigen Namen erst im 18. Jahrhundert.
Bis 1927 war Veldershof eine Ruralgemeinde. Aufgrund der geringen Einwohnerzahl (weniger als 100) war die wirtschaftliche Leistungsfähigkeit dieser Kommune jedoch sehr begrenzt. Durch eine freiwillige Übereinkunft erfolgte deshalb am 1. Juni 1927 der Anschluss an die Stadt Lauf. Damit war Veldershof die erste von insgesamt elf Gemeinden, die in die Stadt Lauf eingegliedert wurden.

## Baudenkmäler

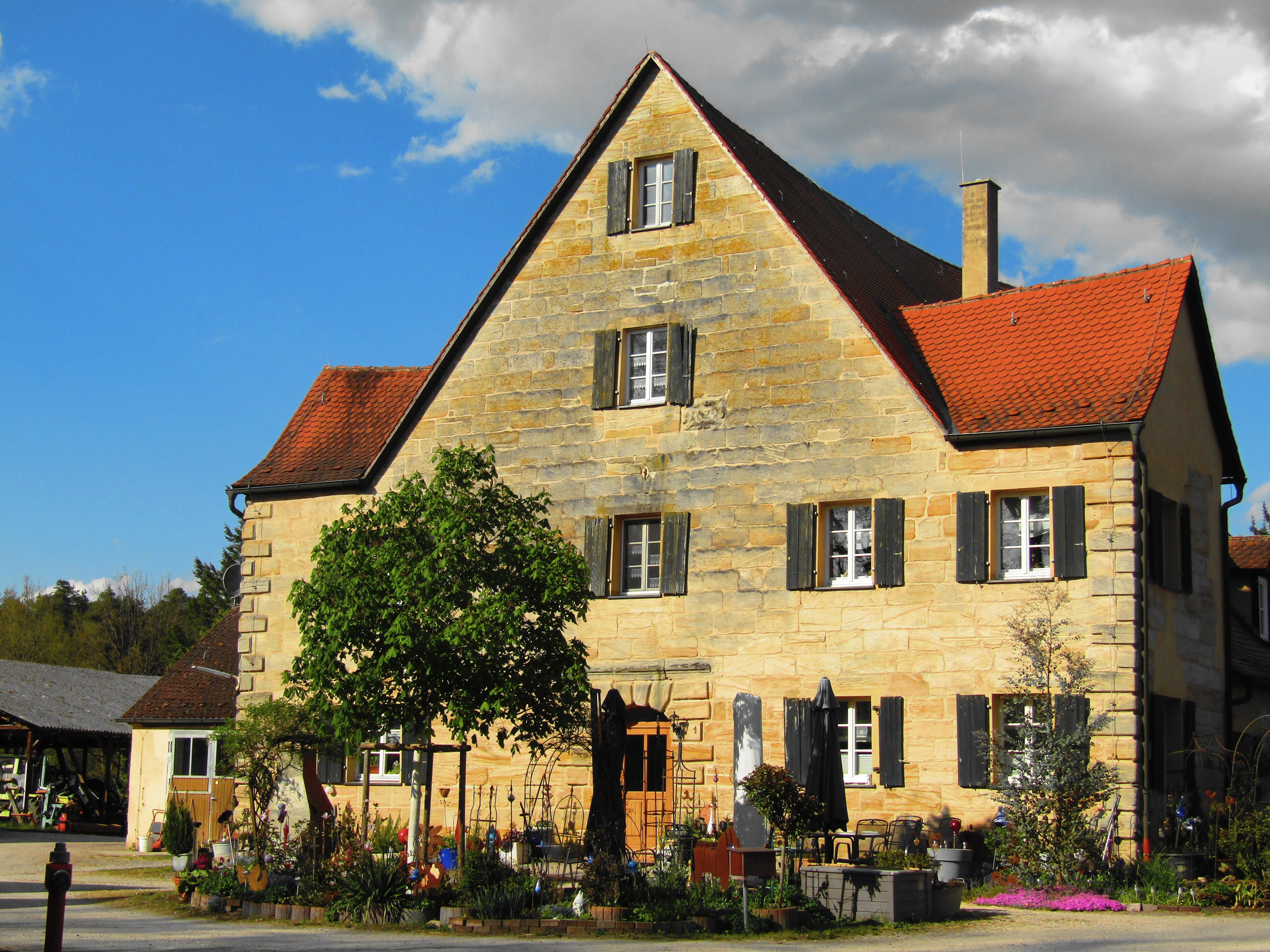
Das Haupthaus des Anwesens Veldershof 1

Die Haupthaus des Anwesens Veldershof 1 ist eines der Baudenkmäler in Veldershof. Bei diesem Gutshaus handelt es sich um einen herrensitzartigen eingeschossigen Sandsteinquaderbau mit Steildach, der an beiden Ecken der vorderen Giebelseite mit turmartigen Aufbauten versehen ist.